# Tómasdóttir
Tómasdóttir ist ein weiblicher isländischer Name.

## Herkunft und Bedeutung
Der Name ist ein Patronym und bedeutet Tómas’ Tochter. Die männliche Entsprechung ist Tómasson (Tómas’ Sohn).

## Namensträgerinnen
- Halla Tómasdóttir (* 1968), isländische Unternehmerin und Präsidentschaftskandidatin
- Karitas Tómasdóttir (* 1995), isländische Fußballspielerin
- Sigríður Tómasdóttir (1871–1957), isländische Umweltschützerin